# Veneno (House M. D.)
"Veneno" (en inglés: "Poison") es el octavo episodio de la primera temporada de la serie estadounidense House. Fue estrenado el 25 de enero de 2005 en Estados Unidos y el 14 de febrero de 2006 en España.
Un adolescente se descompone mientras rinde un examen en la escuela. El joven empeora considerablemente y House y su equipo logran establecer que el paciente está envenenado con alguna sustancia perteneciente al grupo de los organofosforados, pero sin poder identificarla. Cuando peor está la investigación, otro joven es ingresado con los mismos síntomas. House y su equipo tendrán que investigar las rutinas de ambos adolescentes.

## Sinopsis

### Caso principal
En un colegio secundario se está tomando un examen de matemática cuando uno de los estudiantes, Matt, se descompone y cae al piso completamente mareado.
Es ingresado al hospital y Foreman le lleva el caso a House porque los análisis han descartado los diagnósticos iniciales y no han permitido establecer cual es la enfermedad. House examina primero si Foreman ha elegido el caso debido a las características personales del paciente o sus familiares ("no te importa el muchacho") y luego de verificar que Foreman solo ha tenido en cuenta la enfermedad, decide aceptar el caso ("al menos, seremos objetivos").
House escribe los síntomas en la pizarra como gastroenteritis, bradicardia (bajo ritmo cardíaco) y wacked out, un término del slang estadounidense que la serie lo traduce adecuadamente como "hecho polvo". Los análisis descartan también que haya consumido drogas, pero Chase acota que podría tratarse de una droga no examinada, como el 2,3-butanodiol, que causa ese tipo de síntomas. Sus compañeros lo miran sorprendidos y House explica que se trata del tóner que usan las fotocopiadoras, que a su vez tiene efectos euforizantes similares al del GHB. Manda a Foreman y Cameron a la casa del joven, para ver si encuentran la droga. Mientras tanto lo tratan con atropina.
Tratándose de un adolescente, se presenta el problema de las drogas y el modo en que su madre, en este caso, enfrenta la cuestión del control por un lado, y la privacidad y confianza en su hijo, por el otro. Mientras Chase habla con la madre, Matt sufre un ataque convulsivo, síntoma que descarta la posibilidad de estar afectado por toxinas en los alimentos, así como por consumo de drogas, debido a que ya hacía varias horas de su internación.
Un examen de sangre establece que Matt está envenenado con alguna sustancia perteneciente al grupo de los organofosforados, habitualmente utilizados como pesticidas, por lo que se le administra pralidoxima. Pese al tratamiento vuelve a sufrir un ataque de bradicardia.
El equipo vuelve a reunirse. Matt empeora y Chase anuncia que no tiene posibilidades de salvarse sin que se identifique la sustancia, porque el veneno ya atravesó la barrera hematoencefálica. Foreman por su parte da a conocer que uno de sus profesores había desarrollado un método experimental para el ejército, utilizando hidrolasa para tratar a soldados envenenados con organofosfatados, pero que se necesita conocer el veneno.
Chase le realiza al paciente un cateterismo cardíaco derecho para mantener el ritmo del corazón sobre el mínimo. Cameron vuelve a la casa para examinar si allí existe una huerta en la que se utilicen pesticidas y encuentra, efectivamente, una lata vacía de disulfotón. Pero la madre, después de que Chase le informara que en caso de no estar envenenado con disulfotón el tratamiento aumentaría la toxicidad, se opone a que le suministren el antídoto porque la huerta era un proyecto escolar de Matt y la consigna escolar era no utilizar pesticidas. House entonces redacta un documento donde la madre dice que es idiota y que se hace responsable de causar que su hijo "estire la pata", y le pide que lo firme. Logra así que la madre revierta su decisión, pero cuando se dirige a realizarle el tratamiento a Matt, Cameron le comunica que hace 12 minutos ingresó otro paciente, Chi Ling, con los mismos síntomas y sin relación aparente con Matt, con excepción de que los dos van a la misma escuela y luego descubren que también van en el mismo bus.
Chase y Cameron examinan el bus y descubren que habían rociado etil-paration en su ruta, con el fin de prevenir un eventual brote del virus del Nilo Occidental (WNV). La madre de Matt, sin embargo, vuelve a frenar el tratamiento al pedirle opinión a la agencia estatal Centros para el Control y Prevención de Enfermedades (CDC), y esta vez House envía a Cameron que logra convencerla.
Sin embargo los jóvenes no mejoran y ambos sufren convulsiones, empeorando el cuadro clínico. House y su equipo se concentran entonces en investigar la rutina de los dos adolescentes antes de subir al bus. Cameron va a la casa de Matt y Foreman a la de Chi, y comunicados mediante teléfono móvil, comparan los productos que los jóvenes pudieron utilizar en la mañana, descubriendo que ambas familias utilizan el mismo detergente para lavar la ropa, pero lo descartan cuando descubren que los dos jóvenes utilizaron ese día ropa nueva. Analizan la ropa de ambos y descubren que tiene phosdrin, un pesticida organofosforado extremadamente tóxico.
Nuevamente la madre de Matt se opone a que sea tratado hasta que la CDC lo apruebe. House se instala entonces en la habitación de Matt con el medicamento en la mano y su televisión portátil, a mirar mientras trata de convencer a la mujer. La madre recibe un llamado de la CDC informándole que no podían darle una respuesta en ese momento, pero que le enviarán un médico la semana entrante. La madre cambia de opinión sin saber que la llamada fue hecha por Chase.
Los dos jóvenes se recuperan y cuentan que habían comprado esos pantalones a un comerciante irregular que los vendía muy baratos, cerca del colegio, en el mismo camión que utilizaba para trasladar pesticida a un maizal.
Al final del capítulo House se complace en ver que Foreman no va a despedirse de Matt y su madre: "ella no te importa, ni su hijo".

### Atención clínica de rutina
En la atención clínica de rutina, que House detesta porque lo aburre la ausencia de problemas médicos complejos, examina a una anciana de 82 años, Georgia, que fue al hospital porque se "siente bien", con mejor vista, mayor sensibilidad para la música y sobre todo deseos eróticos; todo desde que vio una película de Ashton Kutcher según ella misma relata. La anciana resulta estar enferma de una sífilis que había sido tratada en 1939, pero que reapareció causando los cambios de conducta que la llevaron a la consulta. Pero la anciana le cuenta a House que no realizará el tratamiento porque, aun cuando la sífilis la llevará a la muerte, no quiere que se reviertan los cambios que la misma produjeron en su personalidad, especialmente sentirse "sexy otra vez". House le informa que las áreas de la corteza cerebral dañadas por la sífilis no se recuperarán y que por lo tanto tiene daño cerebral y está "condenada a sentirse bien por el resto de su vida".

## Curiosidad
El actor John Patrick Amedori que interpreta a Matt en este mismo capítulo, interpretó en 2004 a Evan Treborn de 13 años, en El efecto mariposa, film protagonizado por Ashton Kutcher (Evan Treborn de 20 años).

### Relaciones entre los personajes
El capítulo muestra similitudes de personalidad entre House y Foreman.

## Diagnóstico
Envenenamiento por pesticida (phosdrin) transferido a pantalones, vendidos irregularmente por un comerciante que utilizaba el mismo camión para transportar las prendas y el pesticida a un maizal.